# Vương quốc Pháp
Vương quốc Pháp (tiếng Pháp: Royaume de France, tiếng Latinh: Regnum Francia) Là một nhà nước quân chủ tồn tại trong suốt thời Trung Cổ và là một trong những quốc gia hùng mạnh nhất châu Âu và bắt đầu từ thời kỳ Trung kỳ Trung cổ, nó trở thành một cường quốc.
Nước Pháp có nguồn gốc từ Tây Frank (West Francia) - nửa phía Tây của Đế quốc Carolus (Carolingian Empire), được chia tách bởi Hiệp ước Verdun (843). Một nhánh của triều đại Carolingian tiếp tục cai trị lãnh thổ Tây Frank cho đến năm 987, khi Hugh Capet được bầu lên làm vua và thành lập Vương triều Capet (Capetian dynasty). Lãnh thổ vẫn được gọi là Frank và người cai trị có tước hiệu là Vua của người Frank (Rex Francorum). Vị vua đầu tiên xưng là Vua nước Pháp (Roi de France) chính là Philip II, vào năm 1190. Nước Pháp tiếp tục được cai trị bởi Nhà Capet và các chi nhánh của nó là Nhà Valois và Nhà Bourbon cho đến khi chế độ quân chủ bị bãi bỏ vào năm 1792 sau cuộc Cách mạng Pháp.
Nước Pháp trong thời Trung cổ là một nước quân chủ phong kiến phi tập trung. Tại Brittany và Catalonia (nay là một phần của Tây Ban Nha), quyền lực của vua Pháp không hề được áp đặt lên lãnh thổ và người dân. Lorraine và Provence là các bang của Đế chế La Mã Thần thánh và chưa phải là một phần của Pháp. Trong suốt Hậu kỳ Trung cổ (Late Middle Ages), sự cạnh tranh giữa Vương triều Capet và chư hầu của họ là Nhà Plantagenet, hoàng tộc này cũng cai trị nước Anh, đã dẫn đến nhiều cuộc chiến tranh vũ trang. Nổi tiếng nhất trong số đó là Chiến tranh Trăm Năm/Hundred Years'War (1337 - 1453), trong đó các vị vua Anh tuyên bố giành lấy ngai vàng của Pháp. Sau đó Pháp tìm cách mở rộng ảnh hưởng của mình sáng Bán đảo Ý, nhưng đã bị Tây Ban Nha và Đế chế La Mã Thần thánh đánh bại trong Các cuộc chiến tranh Ý (1494 - 1559).
Nước Pháp đầu thời kỳ Cận đại ngày càng được tập trung hoá, tiếng Pháp bắt đầu thay thế các ngôn ngữ địa phương để trở thành ngôn ngữ chính thức, và nhà vua mở rộng quyền lực tuyệt đối của mình, mặc dù các hệ thống hành chính vẫn còn phức tạp do chịu ảnh hưởng nặng nề từ lịch sử. Về mặt tôn giáo, nước Pháp trở nên chia rẽ giữa đa số theo Công giáo và thiểu số theo Tin Lành, điều này dẫn đến một loạt cuộc nội chiến, Chiến tranh Tôn giáo Pháp (1562 - 1598) đã làm tê liệt nước Pháp. Tuy nhiên những chiến thắng của Pháp trước Đế quốc Tây Ban Nha và Chế độ quân chủ Habsburg trong Chiến tranh Ba Mươi Năm (Thirty Years' War) đã làm cho nước Pháp trở thành quốc gia hùng mạnh nhất lục địa châu Âu một lần nữa. Pháp trở thành cường quốc văn hoá, chính trị và quân sự thống trị châu Âu vào thế kỷ XVII dưới thời vua Louis XIV (vua Mặt trời). Song song đó, Pháp phát triển đế chế thuộc địa đầu tiên của mình ở châu Á, châu Phi và châu Mỹ. Các cuộc xung đột thuộc địa với Anh đã dẫn đến việc Pháp mất phần lớn thuộc địa ở Bắc Mỹ vào năm 1763. Sự can thiệp của Pháp vào Chiến tranh Cách mạng Hoa Kỳ đã giúp bảo đảm đền độc lập của Hợp chúng quốc Hoa Kỳ, nhiều nhà nghiên cứu cho rằng chính việc giúp Mỹ độc lập không cho Pháp được ít lợi gì mà còn thúc đẩy Cách mạng Pháp diễn ra làm xụp đổ chế độ quân chủ.
Vương quốc Pháp thông qua hiến pháp thành văn đầu tiên vào năm 1791, nhưng chế độ quân chủ bị bãi bỏ chỉ một năm sau đó và thay thế bởi nền Đệ nhất cộng hoà Pháp. Chế độ quân chủ được phục hồi vào năm 1814 và kéo dài đến Cuộc Cách mạng Pháp năm 1848, bị gián đoạn bởi Triều đại Một trăm ngày (Hundred Days).

## Lịch sử
Vương quốc phong kiến này bắt nguồn từ mảnh đất phía Tây của Đế quốc Frank, và củng cố uy thế cùng với ảnh hưởng đáng kể trong suốt hàng ngàn năm sau đó. Nhà vua Louis XIV, còn gọi là "Vua Mặt Trời", gầy dựng một Nhà nước vững mạnh và đưa nền quân chủ chuyên chế lên tới đỉnh cao hưng thịnh. Cuối cùng, những ảnh hưởng của trào lưu Khai sáng Pháp, cái giá cực đắt của sự tham chiến của nước Pháp trong cuộc Chiến tranh giành độc lập của 13 thuộc địa Anh ở Bắc Mỹ, cùng với sự đòi hỏi của giai cấp tư sản về địa vị chính trị xứng đáng đã châm ngòi cho cơn bão Đại cách mạng Pháp bùng nổ, đánh dấu sự chấm dứt của Nhà nước quân chủ chuyên quyền và hình thành Vương quốc Pháp theo chế độ quân chủ lập hiến, và rồi đến nền Đệ nhất Cộng hòa Pháp.

### Thời kỳ Phục hưng
Bản mẫu:ChínhCác cuộc chiến tranh Ý

### Phục hoàng
Bourbon phục hoàng bắt đầu từ sự kiện Đệ nhất đế chế sụp đổ ngày 6 tháng 4 năm 1814 và kết thúc bằng cuộc Cách mạng tháng Bảy năm 1830. Đây là thời kỳ nhà Bourbon quay trở lại ngai vàng sau khi mất quyền lực kể từ Cách mạng Pháp.
Xen giữa giai đoạn Bourbon phục hoàng là Vương triều 100 ngày khi Napoléon Bonaparte từ đảo Elba quay trở lại ngôi hoàng đế. Vì vậy Bourbon phục hoàng được chia thành Phục hoàng lần thứ nhất và Phục hoàng lần thứ hai. Cách mạng tháng 7 năm 1830 kết thúc sự trị vì của Charles X, cũng là kết thúc của giai đoạn Bourbon phục hoàng. Louis-Philippe I, thuộc nhánh thứ dòng họ Bourbon, lên làm vua, bắt đầu nền Quân chủ tháng Bảy.Dưới góc nhìn khác, Quân chủ tháng Bảy được xem như Phục hoàng lần thứ 2.

### Kết thúc
Quân chủ tháng Bảy bắt đầu từ 1830 tới 1848 trong lịch sử Pháp, Louis-Philippe I, vốn là Công tước Orléans, thuộc nhánh thứ dòng họ Bourbon, lên ngôi. Không còn xưng Vua nước Pháp như các vị vua trước đó, Louis-Philippe I là vua của người Pháp với một nền quân chủ lập hiến.
Bắt đầu bằng một cuộc nổi dậy, Quân chủ tháng Bảy được kết thúc bằng một cuộc nổi dậy khác. Cách mạng 1848 đánh dấu chấm hết cho sự cai trị của dòng họ Bourbon. Nền Đệ nhị Cộng hòa, vốn nhen nhóm từ Cách mạng tháng Bảy, được tuyên bố ngày 24 tháng 2 năm 1848. Napoléon III trở thành tổng thống đầu tiên của nước Pháp.

## Lãnh thổ

Tây Francia thời Hugh Capet.

Vương quốc Pháp năm 1030 (lãnh địa hoàng gia màu xanh lam nhạt)

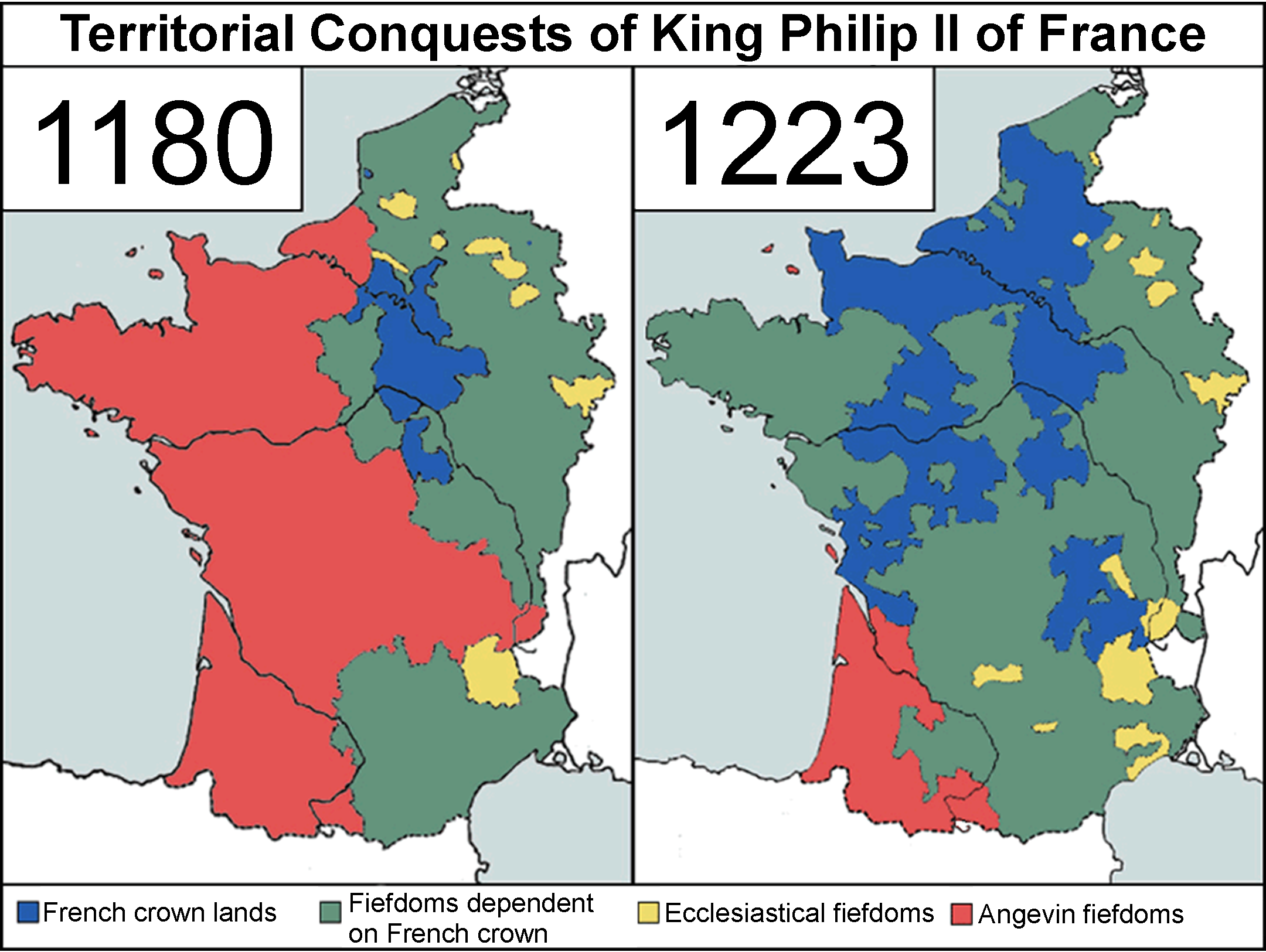
Sự phát triển lãnh thổ dưới thời Philip August (Philip II), 1180–1223

Các vùng lãnh thổ kế thừa từ Tây Francia:
Lãnh thổ của Vua Frank:
- Ile de France
- Reims
- Bourges
- Orléans

Chư hầu trực trị của vua Pháp trong thế kỷ 10 đến thế kỷ 12:
- Hạt Champagne
- Hạt Blois
- Công quốc Bourgogne
- Hạt Flanders
- Công quốc Bourbon

Mua lại trong thế kỷ 13 đến thế kỷ 14:
- Công quốc Normandie (1204)
- Hạt Tourain (1204)
- Hạt Anjou (1225)
- Hạt Maine (1225)
- Hạt Auvergne (1271)
- Quận Toulouse (1271), gồm:
  - Hạt Quercy
  - Hạt Rouergue
    - Hạt Rodez

  - Hạt Gevaudan
  - Tử tước Albi
  - Hầu tước Gothia
- Hạt Champagne (thuộc địa vị hoàng gia vào năm 1316)
- Dauphiné (1349), tài sản kế vị của các vị vua Pháp, do Dauphin nước Pháp nắm giữ, nhưng thực tế không phải là một phần của vương quốc Pháp vì trên danh nghĩa nó vẫn là một phần của Đế chế La Mã Thần thánh.
- Hạt Blois (thuộc địa vị hoàng gia vào năm 1391)

Mua lại từ các vị vua Plantagenet của Anh với chiến thắng của Pháp trong Chiến tranh Trăm năm.
- Công quốc Aquitaine (Guyenne), gồm:
  - Hạt Poitou
  - Hạt La Marche
  - Hạt Angoulême
  - Hạt Périgord
    - Hạt Velay

  - Hạt Saintonge
  - Lãnh địa Limousin
  - Lãnh địa Issoudun
  - Lãnh địa Déols
  - Công quốc Gascogne ( Ban công )
    - Hạt Agenais
- Công quốc Bretagne (bị tranh chấp kể từ sau Chiến tranh Kế vị Breton, thuộc về Pháp năm 1453, thuộc địa vị hoàng gia vào năm 1547)

Mua lại sau khi Chiến tranh Trăm năm kết thúc:
- Công quốc Bourgogne (1477)
- Pale thuộc Calais (1558)
- Vương quốc Navarra (1620)
- Alsace: Hòa ướcWestphalia (1648), Hiệp ước Nijmegen, Thỏa thuận Ratisbon (1684)
- Hạt Artois (1659)
- Roussillon và Perpignan, Montmédy và các vùng khác của Luxembourg, các vùng của Vlaanderen bao gồm Arras, Béthune, Gravelines và Thionville (sau Hiệp ước Pyrenees 1659)
- Hạt Burgundy (1668, 1679)
- Hainaut Pháp(1679)
- Thân vương quốc Orange (1713)
- Công quốc Lorraine (1766)
- Corsica thuộc Pháp (1769)
- Comtat Venaissin (1791)